# Horst Ludwig Meyer
Horst Ludwig Meyer (Villingen-Schwenningen, Alemania, 18 de febrero de 1956 - Viena, Austria, 15 de septiembre de 1999) fue miembro de la tercera y última generación del grupo terrorista Fracción del Ejército Rojo (RAF).

## Biografía
Meyer realizó estudios de Ingeniería eléctrica. Desde 1975 hasta 1979 trabajó como electricista y luego como un vendedor de quiosco.
De acuerdo con la Oficina Federal de Investigación Criminal (Bundeskriminalamt), Meyer contaba con nivel de mando en la tercera generación de la RAF. Después de 1984, él y su entonces esposa Barbara Meyer habían desaparecido sumergiéndose en la clandestinidad. Meyer es sospechoso de haber integrado el "Comando Patsy O'Hara" de la RAF, que ejecutó el 1 de febrero de 1985, a Ernst Zimmermann, Gerente de Motores y Turbinas (MTU) y Presidente de la Federación Alemana de la Aviación y el Espacio. El 9 de julio de 1986, es sospechoso de haber integrado el "Comando Mara Cagol" de la RAF que ejecutó mediante una bomba de relojería al físico Karl Heinz Beckurts y a su chófer, cuando se desplazaban en un vehículo. De acuerdo a las declaraciones de Barbara Meyer, desde 1987 se fueron temporalmente al Líbano.
En septiembre de 1999, un año después de la disolución de la RAF, Meyer se reunió con Andrea Klump en Viena, Austria. Algunos transeúntes habían denunciado a un control de la policía, a la pareja sospechosa que se encontraba hablando en una esquina. La pareja fue abordada por la policía, Meyer desenfundó un arma de fuego y desarmó a un policía, tratando de huir, sosteniendo un enfrentamiento armado donde hirió a otro policía, pero resultó muerto en el tiroteo.
Durante la Investigación policial, se pudo conocer que tanto Klump como Meyer, vivían juntos en Viena desde 1995.
Horst Ludwig Meyer fue enterrado en el cementerio de Stuttgart-Degerloch Dornhaldenstraße, en el que también está la fosa común de Andreas Baader, Jan-Carl Raspe y Gudrun Ensslin. La propia tumba es simple y tiene sólo una placa con el nombre adornado con la fecha.